# Ghost (EP)
Ghost ist eine EP der deutschen Post-Rock-/Post-Metal-Band Long Distance Calling. Sie erschien am 26. Februar 2021 über das bandeigene Label Avoid the Light Records.

## Entstehung
Wegen der COVID-19-Pandemie konnte die Band nach der Veröffentlichung ihres Studioalbums How Do We Want to Live? nicht auf Tournee gehen. Da die Musiker gerade eine große Kreativität verspürten beschloss die Band, eine zweite Jam-EP aufzunehmen und zu veröffentlichen. Bereits im Jahre 2014 veröffentlichte die Band mit Nighthawk eine solche EP, die ziemlich schnell ausverkauft war. Die EP sollte laut der Band „ein Spiegel der Intuition und Spontanität sein“. Die Songs wären „vielleicht direkter und roher, verrückt und komisch, keine Grenzen“.
Aufgenommen wurde die EP in der Zeit vom 27. bis 30. November 2020 im Gasthaus Alte Liebe in Borgholzhausen. Die Band benötigte erst einen halben Tag um alles aufzubauen und das mobile Studio einzurichten. Danach arbeiteten die vier Musiker täglich bis zu 15 Stunden. Laut dem Bassisten Jan Hoffmann entstanden die besten Ideen, als der Zeitdruck wuchs. Produziert wurde Ghost von Florian Steppke, während Jojo Brunn das mixen und mastern übernahm. Brunn spielte bei den Liedern Black Shuck und Negative Is the New Positive das Keyboard ein.
Das EP-Cover zeigt einen Hund und wurde vom Schlagzeuger Janosch Rathmer fotografiert. Das Artwork wurde von Chris Klimek erstellt. Der Titel Ghost würde laut dem Bassisten Jan Hoffmann zur COVID-19-Pandemie, die wie ein Geist auftritt, passen. Bassist Jan Hofmann gab ein Jahr nach der Veröffentlichung zu, dass die Band mit der EP  die eigenen finanziellen Verluste der vergangenen Monate auffangen wollte.

## Veröffentlichung
Erneut startete die Band eine Crowdfunding-Kampagne, allerdings wurde dieses Mal keine Internetplattform wie Pledge Music dazwischengeschaltet. Die EP ist ausschließlich über den Webshop der Band erhältlich. Ghost erschien auf CD und als 12"-Single in drei verschiedenen Vinylformaten. Darüber hinaus gab die einzelnen Erscheinungsformen als Paket mit einem T-Shirt. Für das Lied Black Shuck wurde am 29. Januar 2021 ein Musikvideo veröffentlicht. Am 12. Februar 2021 folgte das Musikvideo für das Lied Fever.

## Titelliste
1. Dullahan (Intro) – 2:14
2. Old Love – 5:28
3. Black Shuck – 3:38
4. Seance – 8:15
5. Fever – 4:53
6. Negative Is the New Positive – 8:50

## Rezeption

### Rezensionen
Für Tobias Blum vom deutschen Magazin Rock Hard ist die EP kein Beiwerk, sondern in seiner Dichte und Geschlossenheit ein Juwel in der Diskografie von Long Distance Calling. Blum vergab 8,5 von zehn Punkten. Katrin Riedl vom deutschen Magazin Metal Hammer schrieb, dass die EP „nicht aufgewühlt“ klingt, sondern „introvertiert dahingleitet“. Dass der „ohne Plan entstandene Soundtrack dennoch rund klingt ist der stimmenden Chemie innerhalb der Gruppe zuzuschreiben“. Riedl vergab 4,5 von sieben Punkten. Stefan Kayser vom Onlinemagazin Powermetal.de bezeichnete Ghost als „sehr starke und interessante Veröffentlichung“. Andere Bands sollten sich an der „Fanfreundlichkeit von Long Distance Calling ein Beispiel nehmen, weil sie 33 Minuten Musik als EP und nicht als Album anbieten“.

### Chartplatzierungen
| ChartsChartplatzierungen | Höchstplatzierung | Wochen |
| ------------------------ | ----------------- | ------ |
| Deutschland (GfK)        | 21 (1 Wo.)        | 1      |